# Balax
Balax es una localidad y pedanía española perteneciente al municipio de Caniles, en provincia de Granada. A tres kilómetros del límite con la provincia de Almería, cerca de esta localidad se encuentran los núcleos de Los Gallardos, Rejano, Pilancón y El Hijate.

## Demografía
Según el Instituto Nacional de Estadística de España, en el año 2023 Balax contaba con 52 habitantes censados.

## Cultura

### Fiestas
Durante las fiestas patronales de Balax se celebra la función de moros y cristianos, como en buena parte del resto del Levante peninsular. El principal protagonista es el santo patrón de la localidad —San Antonio—, que es solicitado primero y luego conquistado por los moros en la primera parte de la función, hasta que es rescatado por los cristianos en la segunda parte.
Los personajes principales de cada bando son rey, general, embajador y espía. Las tropas, están integradas por jóvenes y niños, pero con importante participación de personas mayores. La indumentaria se caracteriza por la ausencia de riqueza, libertad en la decoración y algunos importantes anacronismos. En los texto siempre figura la queja de los moros por su expulsión de España y bravatas de ambos bandos.